# 的士速递2
《終極殺陣2：雷霆霹靂》（法語：Taxi Deux）是一部由傑哈・卡胡奇執導的法國動作喜劇片，於2000年3月上映。影片由沙米·納西利、佛瑞德瑞克·迪分索和瑪莉安·歌迪雅主演，這是《終極殺陣》系列的第二部作品。這部電影是由吕克·贝松編劇、傑哈·畢雷斯執導的《的士速递》的續集，之後在2003年1月又上映了續集《終極殺陣3》。後來還有改編自該片的電子遊戲，由育碧於2000年在Game Boy Color上發行。

## 劇情
當賽車手尚－路易・史雷斯爾和他的副駕駛亨利·馬涅正在比賽時，丹尼爾·莫拉萊斯駕駛他的計程車從後面趕來並試圖超越他們。事實上，他需要迅速將一名因劇烈陣痛而即將分娩的孕婦送到醫院。超車後，他抵達了診所，但孕婦已經開始生產，丹尼爾不得不在現場等待一段時間。他的女友莉莉·貝蒂諾聽到電話中傳來孕婦的叫喊聲，吃醋地要求丹尼爾不要遲到，因為她決定將他介紹給她的父母。
與此同時，在駕訓班培訓的埃米利安·庫唐-凱爾巴萊克的車再次發生碰撞，但考官即將被調任到巴黎，對於埃米利安多次失敗感到厭煩，最終讓他通過了駕照考試。
丹尼爾雖然討厭警察和軍人，但還是和莉莉的父母見了面。為了隱瞞自己的計程車司機身份，他假裝自己是醫學生，並假裝對莉莉父親埃德蒙·貝蒂諾將軍（阿爾及利亞戰爭老兵）的故事感興趣。
在馬賽警局，埃米利安在柔道課上與佩特拉對戰，每次都被擊敗。突然，警察局長熱拉爾·吉貝特召集他們進入辦公室，告知即將迎接日本防衛大臣（吉貝特稱其為「小鬼子」，因為他總是念不準名字），這位日本防衛大臣將在馬賽視察反黑幫保護措施，然後前往首都簽署與法國的合同。吉貝特策劃了一個代號「忍者行動」的護送行動，旨在給日本防衛大臣留下深刻印象。
午餐期間，貝蒂諾將軍接到電話，才想起他應該要去迎接部長。他迅速帶著司機前往機場，但當他們的車剛上道路時，車頭便被一輛高速行駛的汽車載運拖車撞毀。巨大的撞擊力使車輛猛地停下，貝蒂諾將軍和司機震驚不已。
不過司機只受到驚嚇，下半身只剩殘破不堪的長褲，但人毫髮無傷，呆坐在駕駛座上，顯得驚魂未定。貝蒂諾將軍迅速冷靜下來，意識到時間緊迫。他決定親自尋求幫助，這時丹尼爾自告奮勇開著他的計程車送將軍趕到機場。途中，丹尼爾一如既往地躲避超速檢查，但抵達機場時，飛機已經在降落。於是丹尼爾走捷徑，開著改裝的計程車衝過圍欄，直達停機坪，並將將軍送到迎接日本防衛大臣的現場。
然而，一群黑道份子從遠處觀察並策劃綁架日本防衛大臣。他們使用高科技設備竊聽警方通訊，了解車隊路線，決定同時綁架會講日語的佩特拉。
在歡迎酒會上，貝蒂諾將軍邀請丹尼爾參加，儘管丹尼爾不情願參加警察和軍人聚會，但最終還是接受了邀請，因為不想惹怒未來岳父。作為感謝，將軍答應丹尼爾一個請求。隨後，「忍者行動」開始，吉貝特試圖讓日本防衛大臣喝酒放鬆，並展示了改裝過的護送車輛「眼鏡蛇」（Peugeot 605）。然而，操作失誤導致安全氣囊全部充氣，司機被困。貝蒂諾建議由丹尼爾駕駛眼鏡蛇，日本防衛大臣同意了。丹尼爾接下駕駛任務，並遵循吉貝特的指示進行護送行動。
車隊遭遇了第一次模擬攻擊，警方展示了攻擊者的裝備。這次攻擊讓日本防衛大臣印象深刻。此時，黑道份子決定行動，利用高科技裝置剪開眼鏡蛇的車頂，綁架了日本防衛大臣和佩特拉，並在高速公路上利用早先製造的交通事故阻止追捕。佩特拉在廢棄建築中被忍者抓走，埃米利安無法阻止，陷入垃圾桶中。
由於警方無法迅速行動，埃米利安請求丹尼爾幫忙。丹尼爾認出車輛並憑著輪胎痕跡上的魚腥味推斷黑道份子可能在港口設有據點。得知情況後，吉貝特指揮警方突襲倉庫，但行動失敗，黑道份子已經前往巴黎。經過數小時等待，埃米利安和丹尼爾聯繫日本女特工由里，得知黑道份子的陰謀：他們計劃在巴士底日閱兵期間操控日本防衛大臣製造恐怖襲擊，藉此破壞法日合約。
丹尼爾利用他在比薩店的關係，找到黑道份子在巴黎的藏身地，並請求將軍的幫助，乘坐軍機前往巴黎。次日清晨，計程車被空投至巴黎街頭，他們來到黑道份子的藏身地，成功救出日本防衛大臣和佩特拉。隨後，丹尼爾駕駛計程車在巴黎街頭展開追逐，最終請將軍動用關係，派軍隊的坦克在隧道口攔截黑道份子，成功阻止陰謀。丹尼爾拒絕了擔任日本防衛大臣專屬司機的邀請，並意外地參加了閱兵式。

## 演員表
- 沙米·納西利 飾 丹尼爾·莫拉萊斯
- 佛瑞德瑞克·迪分索（英语：Frédéric Diefenthal） 飾 埃米利安·庫唐-凱爾巴萊克
- 瑪莉安·歌迪雅 飾 莉莉·貝蒂諾
- 艾瑪・維克朗（英语：Emma Wiklund） 飾 佩特拉
- 伯納爾・法西（英语：Bernard Farcy） 飾 熱拉爾·吉貝特局長
- 尚－克里斯多佛・貝馮（英语：Jean-Christophe Bouvet） 飾 埃德蒙·貝蒂諾將軍
- 弗雷德里克·托莫特（法语：Frédérique Tirmont） 飾 貝蒂諾夫人
- 清水露 飾 由里
- 愛德華·蒙多特（英语：Édouard Montoute） 飾 艾倫·特雷索
- 柯·铃木 飾 加多
- 笈 田吉（法语：Yoshi Oida） 飾 鶴本由紀
- 尚－路易・史雷斯爾（英语：Jean-Louis Schlesser） 飾 他自己

## 製作背景

### 拍攝過程
在第一部《的士速递》電影在電影院取得巨大成功後，續集的製作工作立即開始。但這次吕克·贝松希望將他與製作公司ARP的分成比例從50/50提高到70/30。ARP的負責人，也是貝松的朋友Pétin雖然不情願，但還是同意了這個條件。第一部電影的導演傑哈·畢雷斯被傑哈・卡胡奇取代，有人認為傑哈・卡胡奇更容易被控制，但他回應說他按照自己的意願行事，不必遵循貝松的劇本。

### 攝影師死亡事件
1999年8月16日，就在電影開始拍攝僅兩周時，位於布吕克斯大道的路段因要拍攝電影而被封閉。劇組需要讓一輛标致406高速駛出隧道，然後越過兩輛AMX-30主战坦克並降落在一堆箱子和床墊上。第一次嘗試失敗後，有35年經驗的特技協調員Rémy Julienne決定提高跳板的角度並加快車速。第二次嘗試時，出租車飛得更高、更遠，結果意外擊中了41歲的攝影師Alain Dutartre以及他的助理和第三人。Dutartre幾小時後在醫院去世，助理雙腿骨折。貝松當時在洛杉磯，立即飛回現場，偵探隨後調查此事。雖然拍攝繼續進行，但氣氛沉重。
2002年6月，吕克·贝松來到法庭出庭。控訴方指控其為了節省成本而忽視了安全。特技協調員Rémy Julienne被判一年緩刑並罰款1.3萬歐元。貝松和導演傑哈・卡胡奇最初被免於起訴。但巴黎上訴法院在2009年6月推翻了這一裁決，歐羅巴影業被判非自願過失致死罪，並被處以10萬歐元的罰款。Rémy Julienne的刑期減至六個月，罰款從1.3萬歐元減至2,000歐元，但他需要支付Dutartre家族5萬歐元的訴訟費用。

## 票房與評價

### 票房表現
這部電影於2000年3月29日在830個影廳上映，首日創下了75萬9,512人次的觀影紀錄，打破了《阿斯特里克斯和奧貝利克斯：凱撒對抗賽》創下的首周超過300萬人次的觀影人數紀錄，也打破了《時光隧道2：時空走廊》創下的紀錄。最終在法國共吸引了1,030萬人次觀影（當年最高），並在其他37個國家吸引了500萬人次的觀眾。這部電影在法国电视一台播出時也取得了約1,000萬觀眾收看的高收視率。

### 影評反應
BBC的影評人尼尔·史密斯（Neal Smith）給予這部電影兩顆星（滿分五顆星）的評價，並指出這部電影幾乎是1998年法國票房大賣的重演。他寫道：「儘管這部充滿玩世不恭的動作片幾乎沒有任何值得稱道的地方，但它至少帶給觀眾高強度的刺激。」

## 電子遊戲
改編自《終極殺陣2》的電玩遊戲由育碧發行，於2000年在法國上市。該遊戲登陸个人电脑、Dreamcast（這兩個版本由Blue Sphere Games開發）、PlayStation（由DC工作室開發）和Game Boy Color（由Visual Impact開發）平台。

## 外部連結
- 互联网电影数据库（IMDb）上《的士速递2》的资料（英文）
- AllMovie上《的士速递2》的资料（英文）
- 爛番茄上《的士速递2》的資料（英文）
- Box Office Mojo上《的士速递2》的資料（英文）